# Letiště Suvarnabhumi
Letiště Suvarnabhumi (IATA: BKK, ICAO: VTBS) (thajsky: ท่าอากาศยานสุวรรณภูมิ) je hlavní bangkocké letiště, které se nachází 30 km východně od města. Je to největší letiště v zemi a jedno z největších na světě. Slouží jako domácí letiště  aerolinií Bangkok Airlines, Thai Airways International, Orient Thai International, PB Air, Thai AirAsia.

## Název
Jméno Suvarnabhumi bylo zvoleno králem Pchúmipchonem Adunjadétjem a znamená "Zlatá země".

## Historie
Letiště proslavilo německého architekta Helmuta Jahna, který jej navrhl v impozantních tvarech, barvách a rozměrech. Mezinárodní letiště Bangkok-Suvarnabhumi představuje vrchol Jahnovy tvorby a řadí se mezi nejzajímavější vzdušné přístavy na světě. Bylo vybudováno na 3 200 ha (rozlohou je 5× větší než původní letiště Bangkok-Don Muang) a investice na jeho realizaci přesáhly 155 miliard thajských bahtů.
Letiště Suvarnabhumi nahradilo 92 let staré letiště Bangkok-Don Muang. Podle původních plánů mělo být Suvarnabhumi dvakrát rozšířeno, tak, aby v roce 2026 mohlo přijmout 120 milionů pasažérů a 6,4 milionů tun nákladu.
Letiště je v současné době hlavním uzlem pro Thai Airways International, Thai Smile a Bangkok Airways a také provozní základnou pro Thai VietJet Air, Thai AirAsia a Thai AirAsia X. Slouží také jako regionální brána a spojovací bod pro různé zahraniční dopravce  do Asie, Oceánie, Evropy a Afriky.
Letiště Suvarnabhumi bylo oficiálně otevřeno pro vnitrostátní lety 15. září 2006. Pro mezinárodní komerční lety bylo otevřeno 28. září 2006.
Letiště se nachází na místě, které bylo dříve nazývané Nong Nguhao v Racha Thewa v Bang Phli, asi 25 kilometrů od centra města. Budovu terminálu navrhl Jan Helmut. Letiště mělo v letech 2006 až 2014 nejvyšší volně stojící řídicí věž na světě (132,2 metrů) a čtvrtý největší letištní terminál s jednou budovou na světě (563 000 metrů čtverečných).
Suvarnabhumi je 17. nejrušnější letiště na světě jedenácté nejrušnější letiště v Asii a nejrušnější v zemi, které v roce 2017 odbavilo 60 milionů cestujících a je také hlavním leteckým nákladním uzlem s celkovým počtem 95 leteckých společností.  Na sociálních sítích byla Suvarnabhumi v roce 2012 celosvětově nejoblíbenější stránkou pro pořizování fotografií z Instagramu.
Letišti Suvarnabhumi byl znovu přidělen kód IATA BKK namísto letiště Don Mueang poté, co předchozí letiště ukončilo mezinárodní komerční lety. Dálnice 7 spojuje letiště, Bangkok a silně průmyslové východní pobřeží Thajska, kde probíhá většina exportní výroby.

## Vybavení a vzhled

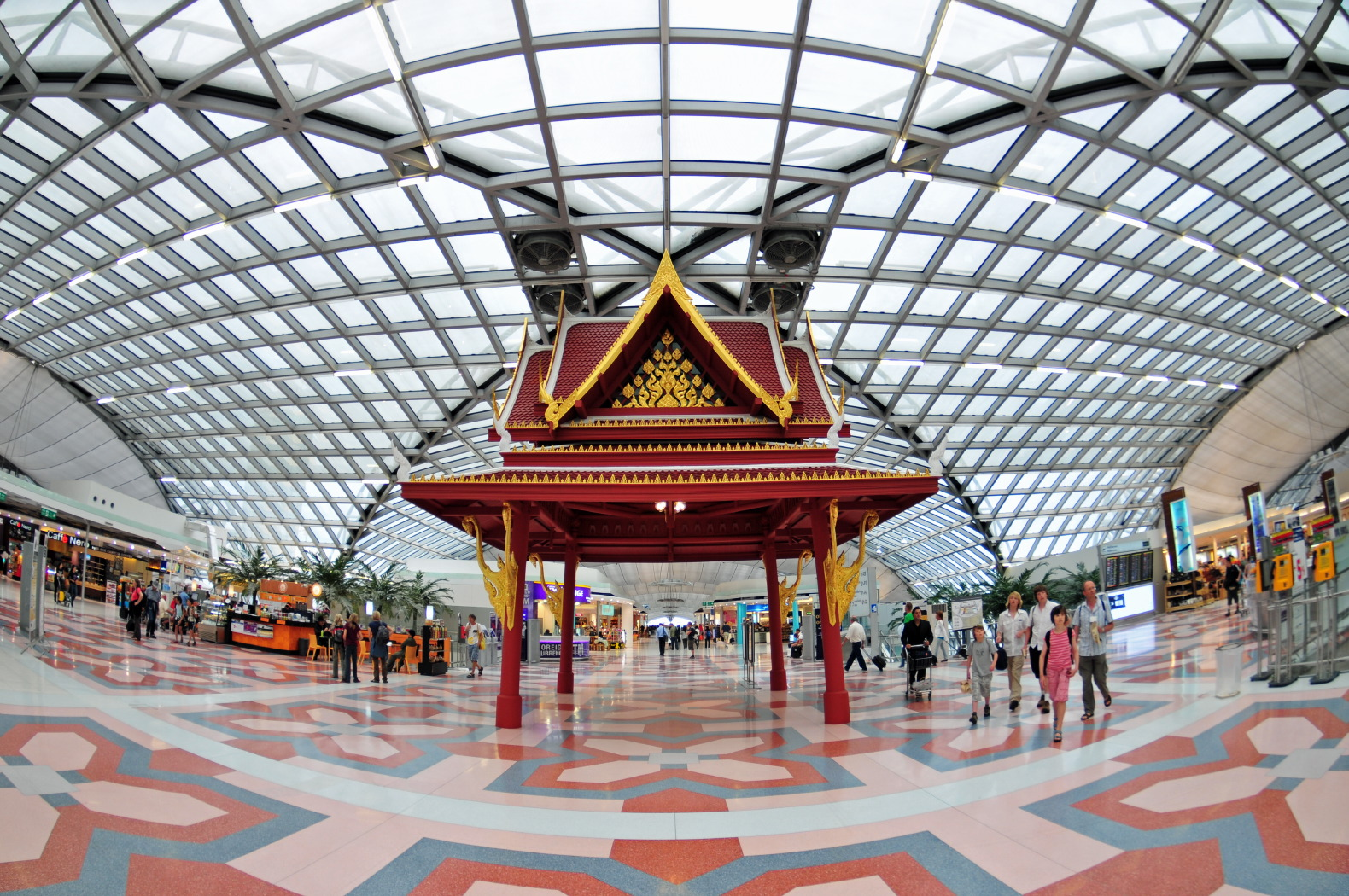
Budova terminálu

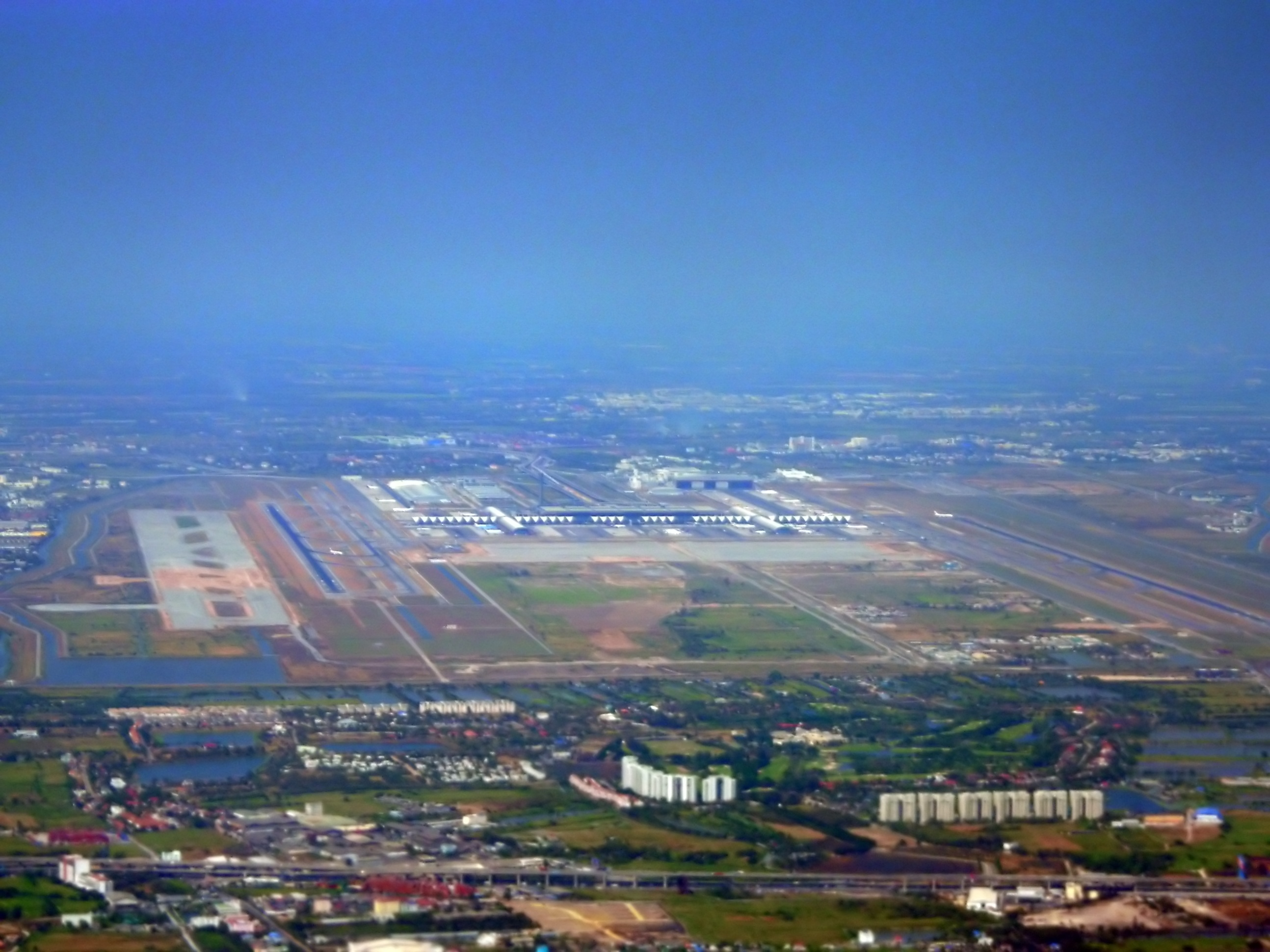
Letecký pohled na letiště

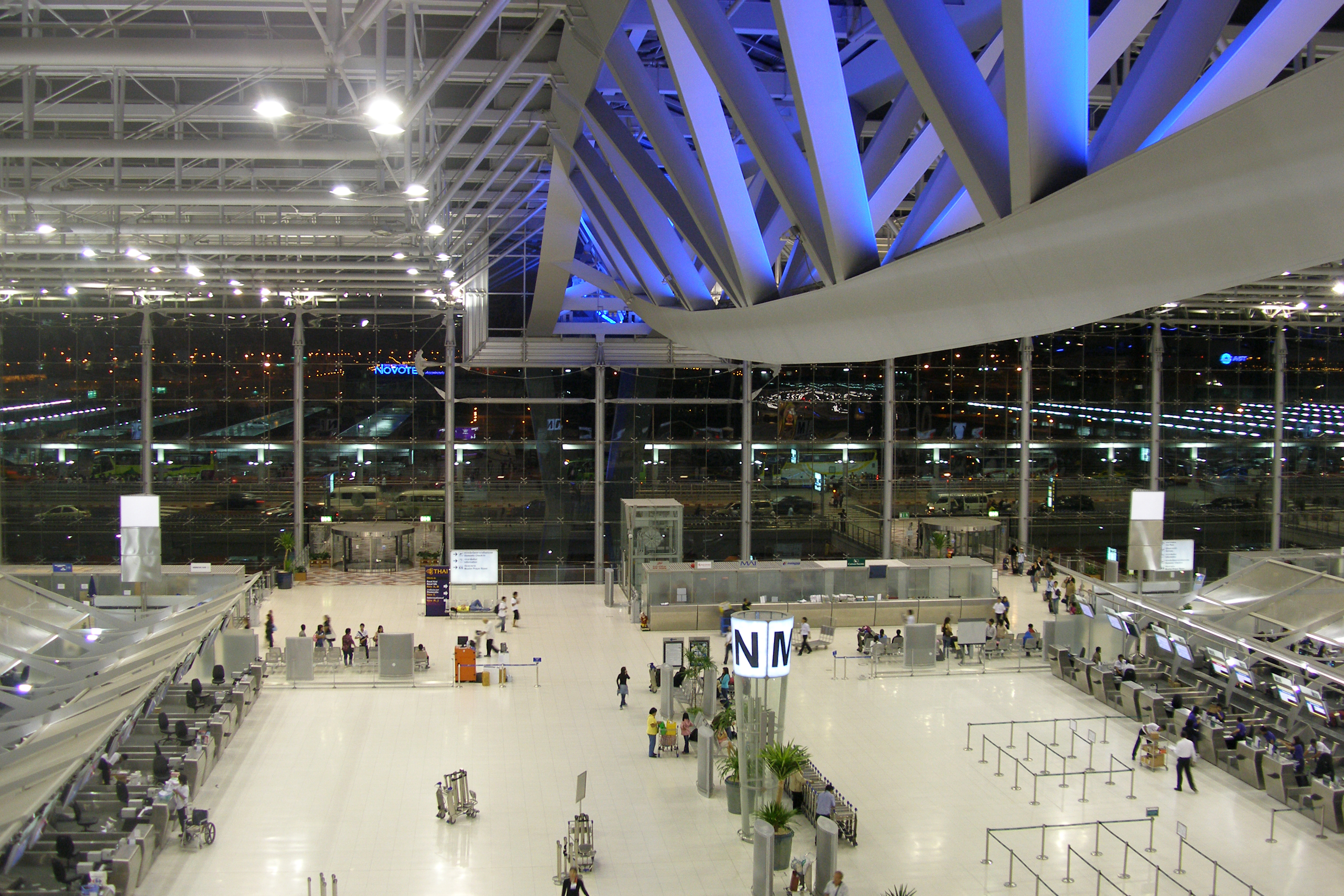
Interiér letiště

Letiště má dvě přistávací a vzletové dráhy – 60 metrů široké, 4000 a 3700 metrů dlouhé. Rovněž jsou zde moderně položené pojezdové dráhy. Na letišti Suvarnabhumi existuje nejvyšší kontrolní věž na světě (132,2 metrů) a třetí největší terminál na světě (objem 56 3000 m²). Vybavení tohoto obřího terminálu zahrnuje :
- 130 stanovišť pasové kontroly pro přílety, 72 pro odlety
- 26 stanovišť celní kontroly pro přílety, 8 pro odlety
- 22 dopravních pásů pro zavazadla
- 360 odbavovacích pultů, dalších 100 pro cestující bez zavazadel
- 107 pohyblivých chodících pásů
- 102 výtahů
- 83 eskalátorů

Dále jsou zde pobočky bank, restaurace, dětské koutky, obchody, autopůjčovny, čekací salonky, VIP hala, toalety apod. Letadlům je k dispozici 120 parkovacích míst, 5 z nich mohou přijmout letadla typu Airbus A380. Lety jsou soustřeďovány do jednoho terminálu, ten je ovšem rozdělený na mezinárodní a vnitrostátní haly. Mezi terminálem a hotelem je pětipatrové parkoviště s celkovou kapacitou 5000 aut.

## Příjezd na letiště
Silniční přístup k novému letiště poskytuje řadu dálnic, připojených ke stávající bangkockému vnějšímu silničnímu okruhu. Hlavní přístupová cesta je zvýšená ze 2 na 5pruhovou silnici, která vede z terminálu pro cestující přes severní část lokality na novou Bangkok-Chonburi dálnici.

## Letištní hotel
Novotel Suvarnabhumi Airport se nachází jen 200 metrů od letištního terminálu. K dispozici je jeho návštěvníkům 612 pokojů, velké otevřené atrium, venkovní bazény, posilovny, sauny a lázeňské centrum umístěné v tropické zahradě. Uvnitř hotelu je salon krásy, nákupní zóna, dětský koutek a služba pro hlídání dětí.